# 墨爾本公園
37°49′22″S 144°58′48″E / 37.82267°S 144.98005°E

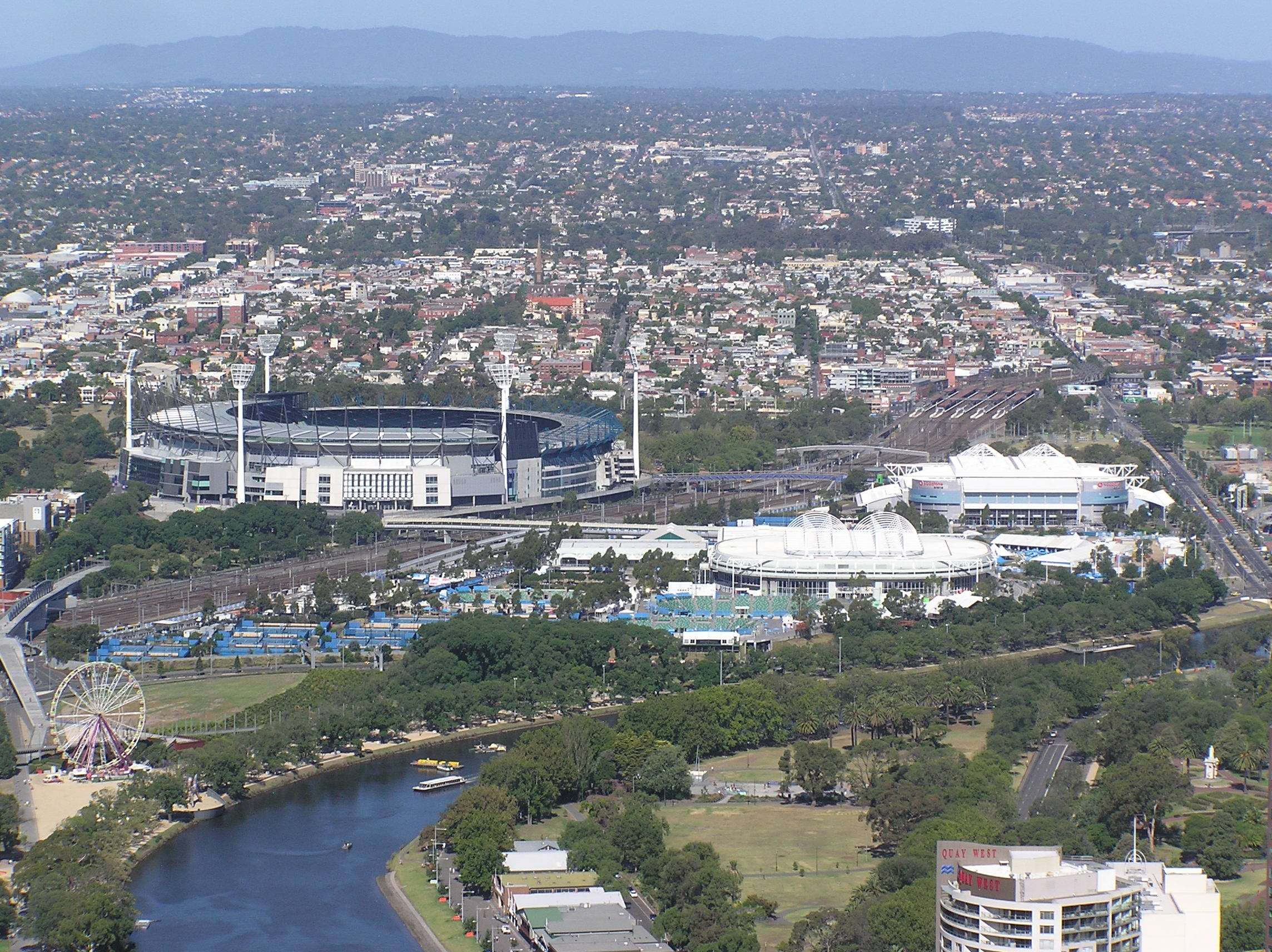
雅拉河墨爾本公園位於墨爾本運動和娛樂區（奧林匹克公園在圖片右側）

墨爾本公園（Melbourne Park）位於澳洲維多利亞州墨爾本的墨爾本運動和娛樂區（Melbourne Sports and Entertainment Precinct）。從1988年開始，墨爾本公園成為澳洲網球公開賽的主辦地，舉行一年一度在一月到二月之間網球大滿貫比賽。該場地也是墨爾本老虎籃球隊的主場，同時也用來主辦滑冰、音樂會、自行车运动、游泳和賽車項目。此公園以及相鄰的奧林匹克公園體育場由墨爾本奧林匹克公園公司（Melbourne & Olympic Parks）營運。同位於墨爾本運動和娛樂區的雅拉公園則由分開營運。

## 歷史
1988年，在喬利蒙特基地旁的墨爾本公園完工，用來舉辦澳洲網球公開賽，取代之前的比賽場地庫揚（Kooyong）。當時，場地被稱為弗林德斯公園的國家網球中心。直到1996年，隨着弗林德斯公園第二期落成，當時州長傑夫·肯尼特將其更名為墨爾本公園，以此向國內外宣傳「墨爾本」的名字。當初這項決定受到反對，有人提出舉辦法國網球公開賽的巴黎罗兰·加洛斯球场亦無須更名為「巴黎公園」。然而，經過多年，名字已經被墨爾本當地接受。

## 項目舉行
除了舉辦澳網，墨爾本公園亦舉行多項體育和音樂活動，如"Two Tribes"舞蹈節。許多國際著名的表演者也以此作表演場地，因為墨爾本公園是除墨爾本濱海港區內的濱海港區競技場和鄰近的墨爾本板球場之外最大的場地。

## 容量與設施
之前稱作中央球場的罗德·拉沃竞技场可容納將近15000名觀眾，還有伸縮屋頂。第二大球場是海信竞技场（2006年英聯邦運動會期間，臨時作為多功能競技場），在2000年開始啟用，可容納大約10500名觀眾，同樣有伸縮屋頂。公園也有三個表演場地，其中的一號球場，現被稱為瑪格麗特·考特體育館。
墨爾本公園與雅拉公園內的墨爾本板球場相鄰，兩者由幾道跨越鐵道的行人橋連結。從里奇曼和喬利蒙特兩個鐵路車站需要五分鐘的步行時間；從市中心搭乘路面電車需要五分鐘，步行則需要十分鐘。

## 球場

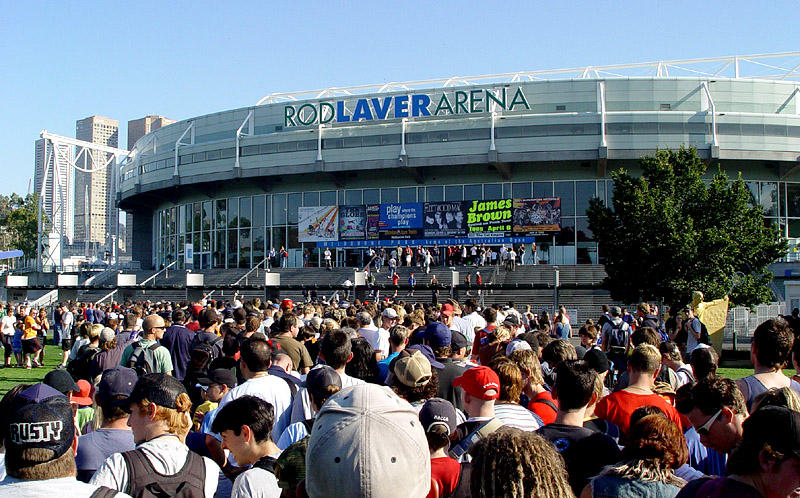
罗德·拉沃竞技场外觀（中央球場）
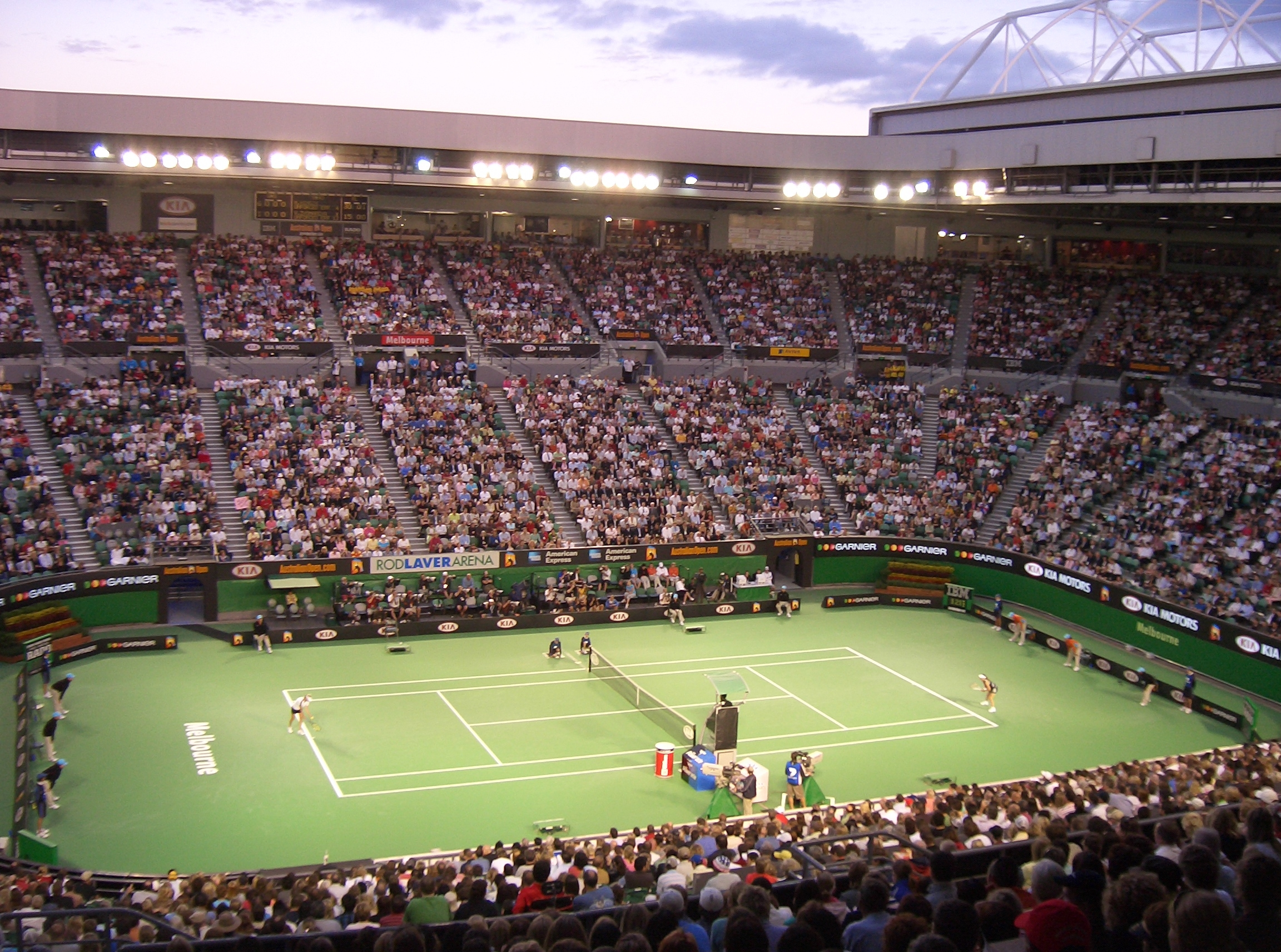
罗德·拉沃竞技场，2006年澳洲公開賽期間，可見舊的綠色場地
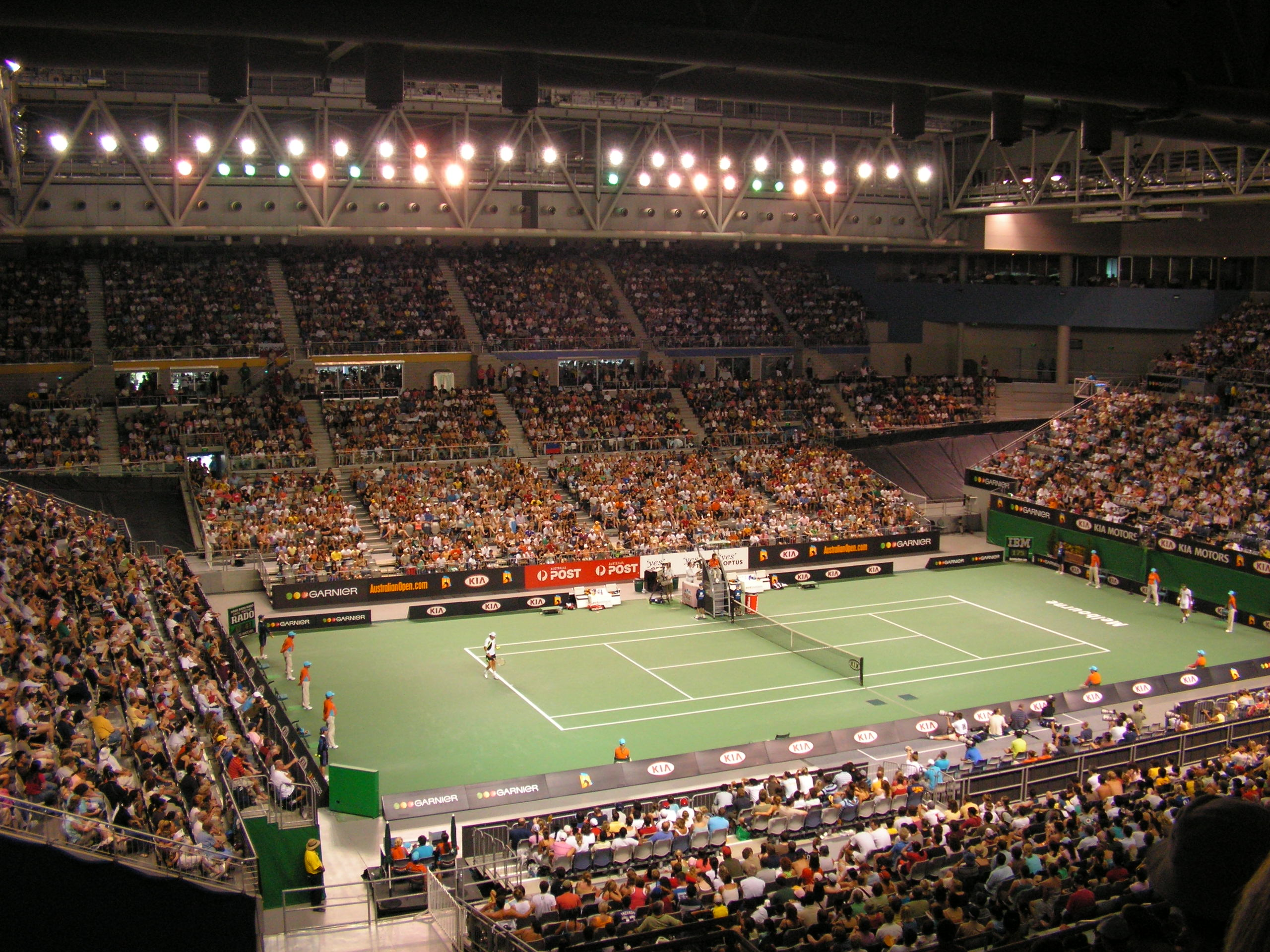
海信竞技场（前沃達豐竞技场），屋頂關閉成為室內球場
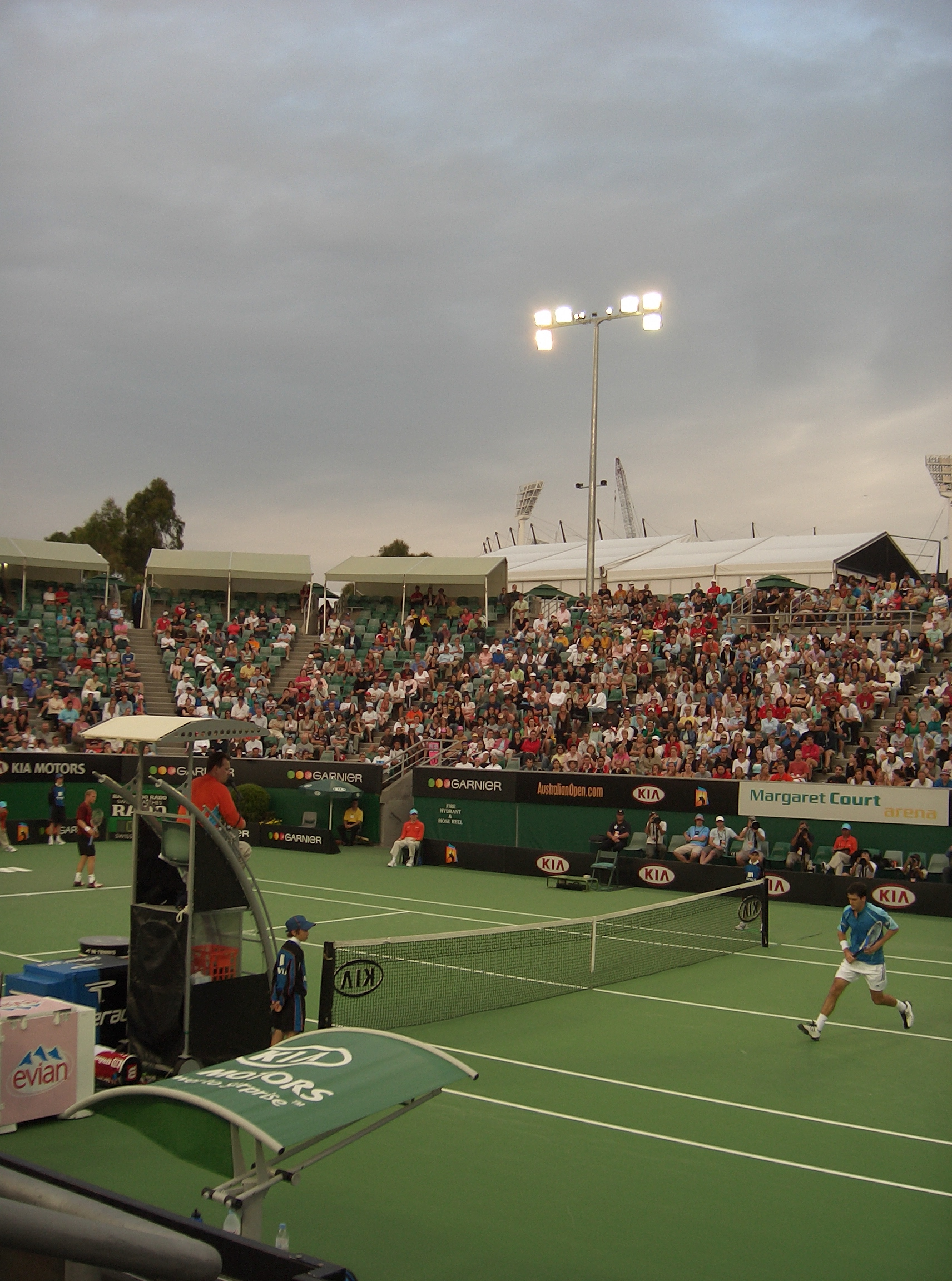
玛格丽特·考特竞技场（前1號球場）
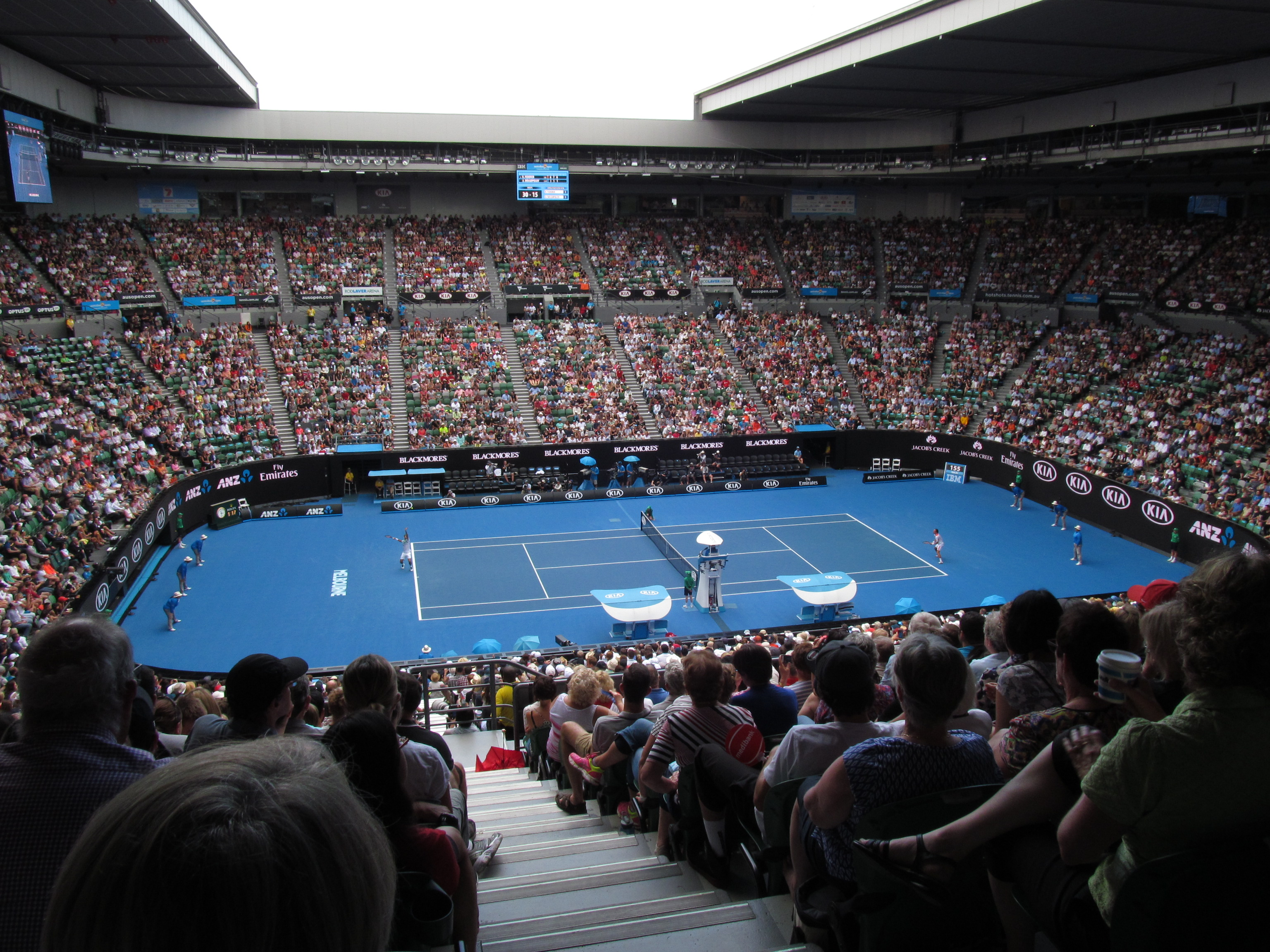
罗德·拉沃竞技场，2016年澳洲公開賽期間，可見新鋪設的藍色場地

## 外部連結
- 墨爾本和奧林匹克公園官方網站 （页面存档备份，存于）
- 澳洲公開賽官方網站 （页面存档备份，存于）